# Córrego do Jatobá

## Córrego Jatobá

### O Córrego Jatobá: Contexto e Desafios
O Córrego Jatobá, localizado na região do Barreiro, zona sul de Belo Horizonte, é um importante afluente do Ribeirão Arrudas. Sua bacia hidrográfica, caracterizada por nascentes na Serra do Rola Moça, tem sofrido com a expansão urbana desordenada, a impermeabilização do solo, o lançamento de esgoto e o descarte inadequado de lixo. Esses fatores têm contribuído para o aumento do risco de inundações, a degradação da qualidade da água e o comprometimento do ecossistema local.
A situação do córrego é agravada por eventos climáticos extremos. Chuvas intensas, especialmente durante a primavera e o verão, provocam alagamentos recorrentes, causando transtornos à população, danos materiais e, em alguns casos, colocando vidas em risco. Em um evento notório, ocorrido em 2023, o Vale do Jatobá foi atingido por uma forte chuva que alagou casas e ruas, arrastou veículos e deixou pessoas ilhadas.

### Intervenções e Obras do Poder Público
Diante dos desafios, o poder público tem realizado intervenções na bacia dos córregos Olaria e Jatobá, visando o controle de inundações e a melhoria da qualidade ambiental. As principais ações incluem:
- Construção de bacias de detenção: A implantação de reservatórios para reter temporariamente a água da chuva, com o objetivo de reduzir a vazão dos córregos e minimizar os riscos de inundação. A segunda bacia, com capacidade para 70 milhões de litros, foi concluída recentemente.
- Obras de drenagem: Implantação de redes de microdrenagem com sarjetas e bocas de lobo para direcionar a água da chuva aos córregos.
- Adequação viária: Alargamento de ruas e melhoria dos passeios para facilitar o escoamento da água e aumentar a segurança de pedestres e veículos.
- Construção de pontes: Para garantir o fluxo de pessoas e veículos, como a nova ponte na Rua Primordial.
- Tratamento de fundo de vale: Para estabilizar as margens dos córregos e minimizar a erosão.
- Implantação de áreas de lazer: Criação de pistas de caminhada e espaços de convivência nas áreas das bacias.

Apesar dos investimentos e das intervenções, o problema das inundações persiste, demonstrando a complexidade da questão e a necessidade de abordagens mais abrangentes.

### Infraestruturas Verdes: Uma Abordagem Inovadora
Em contraposição aos métodos tradicionais de drenagem urbana, como a canalização, surgem as técnicas compensatórias ou infraestruturas verdes, como uma alternativa para aumentar a infiltração da água no solo, retardar o escoamento e reduzir as vazões de pico.
Um estudo acadêmico, realizado por Gabriela Rosa Oliveira na Universidade Federal de Ouro Preto, explorou a aplicação de infraestruturas verdes na bacia do Córrego Jatobá, utilizando modelagem hidrológica para avaliar a eficiência de diferentes técnicas. O estudo analisou dois cenários: um cenário atual e um futuro, com a implantação de telhados verdes e pavimentos permeáveis.
Os resultados do estudo demonstraram que a implantação de telhados verdes e pavimentos permeáveis na bacia do córrego Jatobá é uma solução viável, pois apresenta resultados positivos na redução da vazão de pico. Ao analisar os tempos de retorno de 5, 10 e 50 anos, percebeu-se uma redução na vazão de pico de até 21,4%, influenciada principalmente pela implantação de telhados verdes, que abrangem cerca de 20% da área de estudo.
A pesquisa também demonstrou que quanto maior o tempo de retorno, menor a eficiência das técnicas compensatórias, o que é explicado pela capacidade de retenção da bacia, que se reduz com o tempo, e não pela área impermeabilizada tratada. O estudo ressalta a necessidade de estudos futuros sobre a capacidade das estruturas de receberem o peso da instalação dos telhados verdes, e análises econômicas e de custo-benefício das técnicas.

### Dona Ivana e o Engajamento Comunitário
Além das intervenções do poder público e das pesquisas acadêmicas, o trabalho de Dona Ivana, moradora da região do Vale do Jatobá, exemplifica o papel crucial do engajamento comunitário na proteção dos recursos hídricos. Há mais de 30 anos, Dona Ivana dedica-se à preservação dos córregos e nascentes, promovendo a educação ambiental e mobilizando a população para ações de cuidado e conservação.
Sua atuação é um exemplo de ativismo comunitário, amor à natureza e persistência, que inspira outras pessoas a se engajarem na causa da proteção dos recursos hídricos. A história de Dona Ivana evidencia a importância da participação cidadã na busca por um futuro mais sustentável.

### Conclusões e Perspectivas
A situação do Córrego Jatobá ilustra os complexos desafios da urbanização e da gestão de recursos hídricos em grandes cidades. As inundações recorrentes, a poluição e a degradação ambiental exigem soluções inovadoras e abrangentes. As intervenções do poder público, as pesquisas acadêmicas e o engajamento comunitário são elementos importantes para lidar com a questão.
As infraestruturas verdes, como telhados verdes e pavimentos permeáveis, representam uma alternativa promissora para aumentar a infiltração da água no solo e reduzir o escoamento superficial, minimizando os impactos das chuvas. No entanto, sua aplicação exige planejamento cuidadoso, estudos aprofundados e engajamento da população.
A história do Córrego Jatobá é um chamado à ação para que a sociedade como um todo, poder público, pesquisadores e comunidade, trabalhem juntos para construir cidades mais resilientes, sustentáveis e com qualidade de vida para todos.